# Patrick Yau
Pour les articles homonymes, voir Yau.
Patrick Yau Tat-chi (chinois simplifié : 游达志 ; chinois traditionnel : 游達志 ; pinyin : Yóu Dá-zhì), né le 1er janvier 1964, est un réalisateur hongkongais.

## Biographie
Patrick Yau travaille d'abord pour la télévision, puis devient assistant de Johnnie To au sein du studio Milkyway Image. En 1997, il réalise son premier long métrage The Odd One Dies. Il réalise ensuite deux autres polars : The Longest Nite et Expect the Unexpected. Ces trois premiers films, salués par les critiques comme renouvelant le genre, voient leur paternité revendiquée par Johnnie To, qui officiellement n'est que le producteur de ces films. Après ces succès, Patrick Yau quitte la Milkyway Image, ne réalise que deux films et retourne travailler pour la télévision.

## Filmographie
- 1997 : The Odd One Dies (兩個只能活一個)
- 1998 : The Longest Nite (暗花)
- 1998 : Expect the Unexpected (非常突然)
- 2001 : The Loser's Club  (廢柴同盟)
- 2006 : Lethal Weapons of Love and Passion (série TV)